# برايان فووت
برايان فووت (بالإنجليزية: Brian Foote)‏ هو متسابق دراجات نارية بريطاني، ولد في 29 ديسمبر 1948 في ميتشام في المملكة المتحدة.